# Retchani (Kitchevo)
Retchani (en macédonien Речани ; en albanais Reçani) est un village de l'ouest de la Macédoine du Nord, situé dans la municipalité de Kitchevo. Le village comptait 101 habitants en 2002.

## Démographie
Lors du recensement de 2002, le village comptait :
- Albanais : 100
- Autres : 1